# Batalla de Corbins
La batalla de Corbins va esdevindre el 1126 entre els exèrcits almoràvits i les forces de Ramon Berenguer III al municipi de Corbins, al Segrià.

## Antecedents
El 1117 Ramon Berenguer III va apoderar-se del Castell de Corbins pel pacte amb el valí almoràvit Abd Al·làh ibn Iyad, qui, a canvi d'evitar la caiguda de Làrida en mans aragoneses i bloquejar el seu l'avanç cap al Mediterrani, doncs avançaven a l'Aragó i conquerien Saraqusta el 1118, es compromet a ajudar-lo contra los musulmans de Turtuixa, cedint a més els castells de Gebut, Alfés i Castelldans. Els castells de Corbins i Alcoletge foren encomanats a Arnau I d'Anglesola.
Després de l'atac aragonès d'Alfons el Bataller contra Làrida, Abd Al·làh ibn Iyad va trencar el pacte amb Ramon Berenguer i va envair el Segrià i amenaçant Albesa i les últimes conquestes del comtat d'Urgell, aprofitant-se de la rivalitat entre Ramon Berenguer III i Alfons el Bataller per apoderar-se de Làrida,

## Batalla
El comte barceloní fou derrotat i perdé el castell de Corbins, porta de la ciutat de Lleida. Els cristians van sofrir, segons el Chronicon Dertusense, moltes pèrdues d'homes, entre ells Bernat Ramon I de Pallars Jussà, aliat del comte de Barcelona.

## Conseqüències
El castell fou reconquerit definitivament per Ermengol VI d'Urgell el 1147, quan fou cedit als templers, que establiren la Comanda de Corbins